# Mie d'Aghonne
Justine Mie d'Aghonne, pseudonyme de Louise Justine Augusta Philippine Mie, épouse Lacroix, née le 9 juin 1823 à Toulouse et morte le 15 décembre 1897 à l'hôpital Beaujon dans le 8e arrondissement de Paris, est une romancière et femme de lettres française

## Biographie
Louise Justine Augusta Philippine Mie naît le 9 juin 1823 à Toulouse. Fille naturelle de Justin Mie, capitaine d'artillerie, Justine Mie est issue d'une famille périgourdine républicaine : son frère, Louis Mie sera élu député de la Gironde en 1877. Le 18 octobre 1848, elle épouse à Périgueux Joseph François Géraud Lacroix, homme de lettres. 
Sous le pseudonyme de Mie d'Aghonne, elle est l'auteure de nombreux romans et de nouvelles, souvent parus en roman-feuilleton dans de nombreux journaux et périodiques, entre autres Le Figaro, Gil Blas, La Presse. Elle est aussi l'auteure, sous le pseudonyme de Marfori(o) de trois écrits plus directement politiques en 1870-1871, où elle s'affirme républicaine et anticommunarde : Biographie d'Eugénie de Montijo, impératrice des Français, 1870, Biographie de Napoléon III : Badinguet, empereur des Français, 1870, Les Écharpes rouges : souvenirs de la Commune, 1872.     
Mie d’Aghonne est membre de la Société des gens de lettres et connaît le succès. Lorsque celui-ci décline, la Société des gens de lettres lui verse une pension de 500 francs par an. L’écriture n’est pas sa seule activité : elle possède également un bureau de tabac. L’auteure tombe dans la solitude, devient alcoolique et se laisse mourir de faim à la suite d'une déception amicale. Amenée à l’hôpital Beaujon, elle meurt dès son arrivée, le 15 décembre 1897. Elle est inhumée trois jours plus tard au cimetière parisien de Saint-Ouen, 17e division.

## Œuvre
- Jeanne de Flers (1860), lire en ligne sur Gallica
- Le Premier Amour d'une jeune fille (1862), lire en ligne sur Gallica
- Bonjour et bonsoir (1864)
- Le Mariage d'Annette (1865), lire en ligne sur Gallica
- Le Bouquet de Germaine (1868)
- La Jolie Laide (1870), lire en ligne sur Gallica
- La Maudite (1870)
- Une histoire d'amour et de larmes (1872)
- La Belle Denise (1873)
- La Perle de Candelair (1873), lire en ligne sur Gallica
- Les Nuits sanglantes (1874), lire en ligne sur Gallica
- L'Écluse des cadavres (1875), lire en ligne sur Gallica
- Les Mémoires d'un chiffonnier (1880)
- La Buveuse de sang (1880)
- Une faiseuse d'anges (1881), lire en ligne sur Gallica
- L'Adultère et l'Amour (1882)
- Guenillard Ier (1884)
- Le Macquart (1885)
- Les Amours d'une femme honnête (1886)
- Une courtisane en sabots (1888), lire en ligne sur Gallica
- Le Vampire aux yeux bleus (1888) ; rééd. coll. « Les maîtres du roman », 1894.
- L'Enfant du fossé (1890)
- Les Aventurières (1890), lire en ligne sur Gallica
- Les Amours malsaines (1891)
- Les Roueries d'une innocente (1893)